# Peggy Charren
Peggy Charren (ur. 9 marca 1928, zm. 22 stycznia 2015) – amerykańska założycielka Akcji dla Telewizji Dziecięcej (ACT).

## Życiorys
Charren urodziła się 9 marca 1928 roku i dorastała w Nowym Jorku. W 1949 roku ukończyła Connecticut College ze stopniem licencjata w języku angielskim i otrzymała propozycję pracy z nowojorskiej WPIX-TV. Jako szef działu filmowego stacji. Dwa lata później wyszła za mąż za Stanleya Charrena i w 1956 roku urodziła córkę Deborah, a w 1964 roku drugą córkę Claudię. Była założycielką Akcji dla Telewizji Dziecięcej (ACT). Została uhonorowana Medalem Wolności, Peabody, nagrodą Emmy oraz doktoratem honoris causa w sześciu wyższych szkołach i uniwersytetach. Została uhonorowana również przez Amerykańską Akademię Pediatryczną w Massachusetts, Uniwersytet Pensylwanii i Międzynarodowy Forum Kobiet.